# Catadoides
Catadoides là một chi bướm đêm thuộc họ Erebidae.

## Các loài
- Catadoides punctata Bethune-Baker, 1908